# Jazyková škola

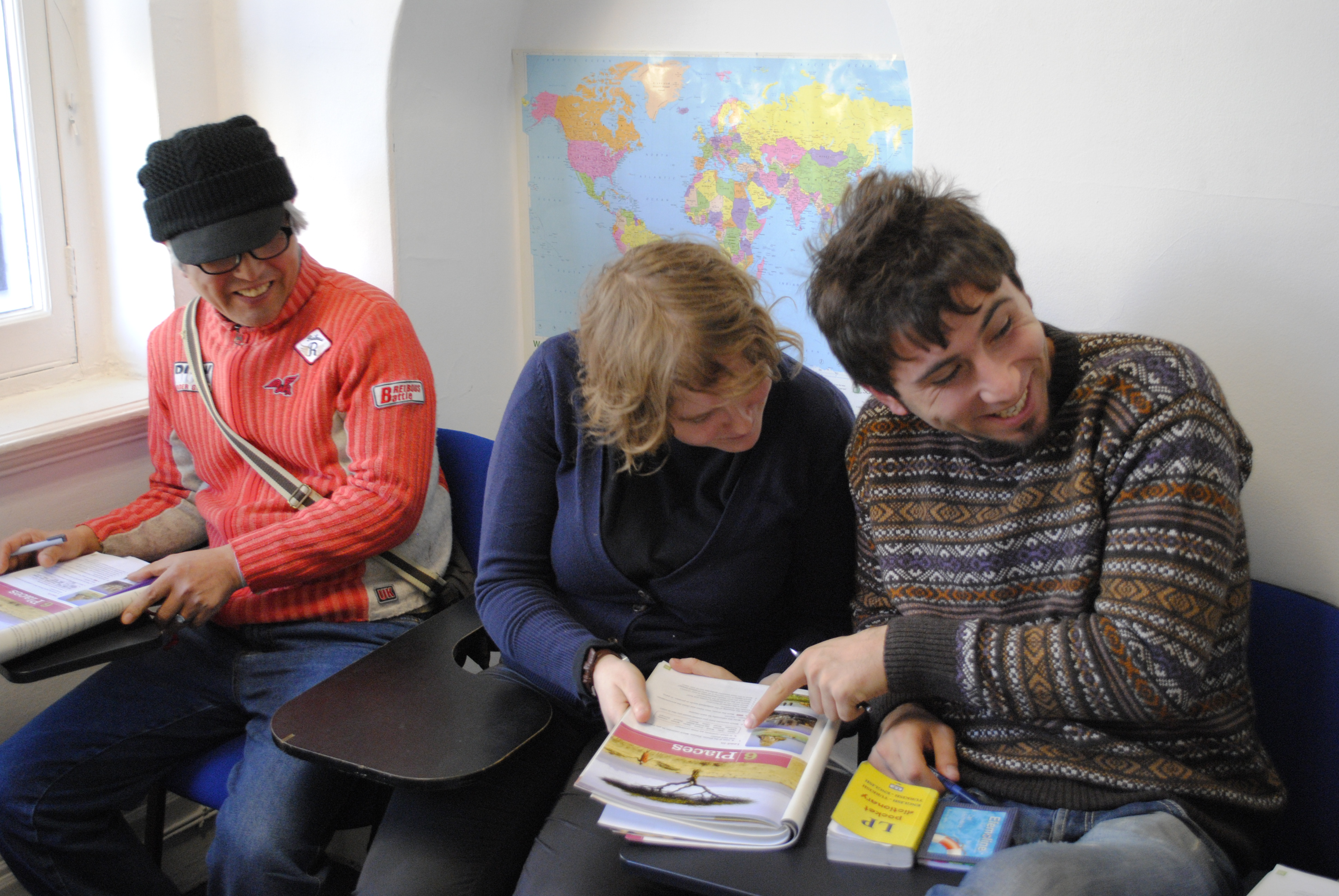
Studenti jazykové školy v Londýně

Jazyková škola je vzdělávací zařízení, kde se vyučují cizí jazyky.
Studenti jsou různého věku, vzdělání a pracovních zkušeností. Jazykové školy obvykle nabízejí možnost vybrat si specifický kurz podle časové náročnosti a znalosti daného jazyka. Před zahájením výuky může zákazník absolvovat rozřazovací test. Studium často doplňuje formální vzdělávání či dále rozvíjí již dosaženou znalost cizího jazyka. Kurzy mohou být všeobecné či různého zaměření (gramatika, konverzace, odborné).
Vyučovat mohou učitelé dané cizího jazyka či rodilí mluvčí. Kurzy jsou organizovány pro skupiny, jednotlivce nebo jako firemní kurzy pro zaměstnance. Kurz bývá zakončen certifikátem o dokončení či provedení některé z jazykových zkoušek (např. státní jazyková zkouška nebo různé mezinárodní jazykové certifikáty). Školy zřizují buď státní instituce či soukromé firmy. Obvykle se hradí školné.
V České republice funguje pomaturitní studium cizích jazyků na jazykových školách s právem státní jazykové zkoušky. Existují také desítky jazykových škol po celé ČR, které vyučují pomaturitní studium cizích jazyků formou placených kurzů, se všemi výhodami studenta - takzvaným Statusem studenta. Cílem je splnit jazykovou úrověň mezinárodních zkoušek, například Cambridge English: Key (KET), Preliminary (PET) a First (FCE). Organizace výuky se řídí vyhláškou MŠMT č. 33/2005 Sb.
V Česku patří mezi nejvyhledávanější jazyky angličtina, němčina, francouzština, italština a španělština.